# Mandlové mléko

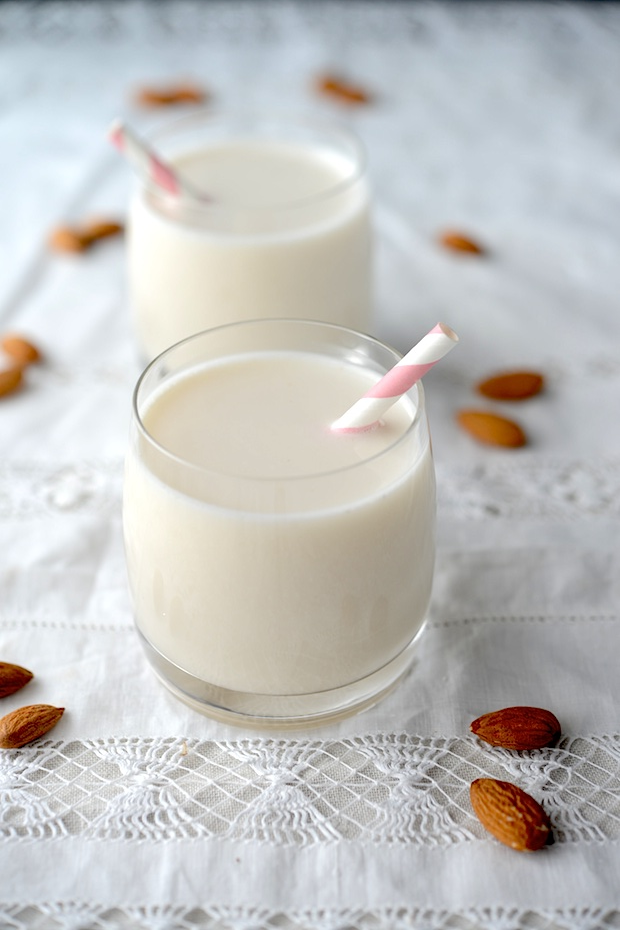
Doma vyrobené mandlové mléko

Mandlové mléko je rostlinná náhražka mléka s vodnatou texturou a oříškovou chutí vyrobená z mandlí. Někteří výrobci mandlové mléko dochucují tak, aby bylo chuťově napodobeninou kravského mléka. Mandlové mléko neobsahuje cholesterol ani laktózu a má nízký obsah nasycených tuků. Mandlové mléko často konzumují například lidé s intolerancí laktózy nebo vegani, kteří živočišné mléčné výrobky odmítají. Komerční mandlové mléko může být neslazené, slazené, s vanilkovou či čokoládovou příchutí a obvykle je obohaceno o mikroživiny. Lze ho také připravit doma pomocí mixéru, mandlí a vody.

## Dějiny
Mandlové mléko se používalo již ve středověku jako náhrada zvířecího mléka v oblastech, které dodržovaly katolické postní zákony. Recepty na mandlové mléko na Blízkém východě sahají minimálně do 13. století, jak je zmíněno v knize Kitáb at-tabích (Kniha o vaření) od Muhammada ibn Hasana al-Baghdádí z roku 1226. Některé recepty na mandlové mléko používaly při výrobě i víno. Historička Carolyn Walker Bynum poznamenává, že "...středověké kuchařky naznačují, že aristokracie dodržovala půst přísně. Recepty na maso a ryby nebyly ve středověkých sbírkách receptů odděleny, jak tomu bylo v pozdějších, lépe organizovaných kuchařkách. Nejzákladnější pokrmy se však podávaly jak v postních, tak i v běžných dnech. Například řídké pyré z loupaného hrachu, někdy obohacené rybím vývarem nebo mandlovým mlékem (vyrobeným vařením mletých mandlí ve vodě), což nahrazovalo masový vývar v postních dnech. Mandlové mléko bylo běžnou (ale drahou) náhražkou kravského mléka."
Obliba mandlového mléka jako náhražky mléčných výrobků pokračovala v průběhu dějin až do 21. století. Dokonce je zmíněno jako sekundární definice slova milk ve slovníku Samuela Johnsona z roku 1755, spolu s pistáciovým mlékem.

## Komerční obchod
V USA zůstalo mandlové mléko pouze specializovanou zdravou potravinou až do začátku 21. století, kdy jeho popularita začala stoupat. Jen v roce 2011 se prodej mandlového mléka v USA zvýšil o 79 %. V roce 2013 překonalo v prodejích sójové mléko a stalo se nejoblíbenějším rostlinným mlékem v USA. V roce 2014 v USA tvořilo 60 % prodeje rostlinného mléka a 4,1 % celkového prodeje mléka a jeho náhražek.
Výrobci a distributoři živočišného mléka prosazují, aby rostlinné mléko nebylo označováno jako mléko. Stěžují si, že může docházek k matení spotřebitelů a že rostlinná mléka nemusí být nutně tak výživná, pokud jde o vitamíny a minerály. V USA, přestože Ministerstvo zemědělství Spojených států amerických záležitost vyšetřuje a různé státní zákonodárné sbory zvažují regulaci, různé soudy rozhodly, že běžný rozumný spotřebitel výrobky nezaměňuje. Ani Úřad pro kontrolu potravin a léčiv nepřijal žádná opatření proti označování rostlinných alternativ slovem mléko.
V italských regionech Sicílie, Apulie, Kalábrie a Kampánie je mandlové mléko chráněným tradičním zemědělským produktem.

## Výživové údaje
V tabulce je porovnán nutriční obsah mateřského, kravského, sójového, mandlového a ovesného mléka.
| Nutriční hodnota v 250 ml | Mateřské mléko | Kravské mléko plnotučné | Sójové mléko neslazené | Mandlové mléko neslazené | Ovesné mléko neslazené |
| ------------------------- | -------------- | ----------------------- | ---------------------- | ------------------------ | ---------------------- |
| Energie, kJ (kcal)        | 720 (172)      | 620 (149)               | 330 (80)               | 160 (39)                 | 500 (120)              |
| Bílkoviny (g)             | 2,5            | 7,69                    | 6,95                   | 1,55                     | 3                      |
| Tuky (g)                  | 10,8           | 7,93                    | 3,91                   | 2,88                     | 5                      |
| Nasycené tuky (g)         | 4,9            | 4,55                    | 0,5                    | 0,21                     | 0,5                    |
| Sacharidy (g)             | 17,0           | 11,71                   | 4,23                   | 1,52                     | 16                     |
| Vláknina (g)              | 0              | 0                       | 1,2                    | 0                        | 2                      |
| Cukry (g)                 | 17,0           | 12,32                   | 1                      | 0                        | 7                      |
| Vápník (mg)               | 79             | 276                     | 301                    | 516                      | 350                    |
| Draslík (mg)              | 125            | 322                     | 292                    | 176                      | 389                    |
| Sodík (mg)                | 42             | 105                     | 90                     | 186                      | 101                    |
| Vitamín B12 (mcg)         | 0,1            | 1,10                    | 2,70                   | 0                        | 1,2                    |
| Vitamin A (IU)            | 522            | 395                     | 503                    | 372                      | -                      |
| Vitamín D (IU)            | 9,8            | 124                     | 119                    | 110                      | -                      |
| Cholesterol (mg)          | 34,4           | 24                      | 0                      | 0                        | 0                      |

Pokud není obohaceno, mandlové mléko má méně vitamínu D než obohacené kravské mléko, v Severní Americe musí být kravské mléko obohacováno vitamínem D, ale vitamíny se do rostlinných mlék přidávají dobrovolně. Vitamín E se uvolňuje z mandlí a vstřebává. Mezi pozitivní účinky vitamínu E patří posílení buněk. Vzhledem k nízkému obsahu bílkovin není mandlové mléko vhodnou náhradou mateřského mléka, kravského mléka nebo hydrolyzovaných výživových doplňků pro děti mladší dvou let.

## Výroba
Obecná metoda výroby zahrnuje namáčení a mletí mandlí v přebytku vody. Po filtraci mandlové dužiny se získá mléčně bílá tekutina. Mandlové mléko lze také vyrobit přidáním vody do mandlového másla. V komerční výrobě se mandlové mléko homogenizuje za vysokého tlaku a pasterizuje pro větší stabilitu a trvanlivost.
Mandlové mléko lze skladovat v chladničce ve vzduchotěsné nádobě (nejlépe skleněné) po dobu přibližně 4 až 5 dní. Nicméně určité faktory, jako je teplota v chladničce, sterilizace mixéru nebo skladovací nádoby a čistota povrchu, mohou mít vliv na to, jak dlouho mléko vydrží čerstvé. Skladování domácího mandlového mléka déle než týden může snížit jeho nutriční hodnotu nebo ho dokonce učinit zdravotně závadným.
V červenci 2015 byla v New Yorku podána hromadná žaloba proti dvěma americkým výrobcům mandlového mléka, Blue Diamond Growers a White Wave Foods, za klamavou reklamu týkající se malého množství mandlí (pouze 2 %) obsažených v konečném produktu. V říjnu 2015 byla žaloba soudem zamítnuta.

## Udržitelnost
Produkce mandlí v Kalifornii je soustředěna hlavně v Centrálním údolí, kde je mírné klima, bohatá půda a dostatek slunečního svitu a vody, což vytváří ideální podmínky pro pěstování. Kvůli přetrvávajícím suchům v Kalifornii na počátku 21. století se pěstování mandlí udržitelným způsobem stalo obtížnějším.
Udržitelnost pěstování mandloní je ohrožena kvůli vysokému množství vody, která je potřebná k jejich pěstování. Jedna sklenice mandlového mléka vyžaduje ke své výrobě zhruba 74 litrů vody. Mezi rostlinnými mléky vyžaduje mandlové mléko během fáze růstu a výroby podstatně více vody než sójové, rýžové nebo ovesné mléko. Avšak kravské mléko vyžaduje ještě více vody než výroba mandlového mléka.
Mezi udržitelné strategie, které byly přijaty Kalifornskou radou pro mandle a pěstiteli mandlí zahrnují, starost o zdraví včelstev, zdraví stromů a půdy, minimalizaci produkce prachu během sklizně mandlí, využití odpadní biomasy jako vedlejších produktů s cílem dosáhnout nulového odpadu, využití solární energie během zpracování, podporu vědeckého výzkumu s cílem zkoumat potenciální zdravotní přínosy konzumace mandlí a také mezinárodní vzdělávání o udržitelných procesech.